# Idrometeora
Con il termine idrometeora (dal greco ύδωρ, hýdor, "acqua", e μετέωρος, metéoros, "che sta in cielo"), si definiscono tutti i fenomeni atmosferici connessi alla condensazione dell'umidità presente nell'atmosfera terrestre.

## Descrizione
Per definizione, rientrano nella categoria tutti i tipi di precipitazione atmosferica, come ad esempio la pioggia, la grandine e la neve. Fenomeni quali la nebbia e le nuvole stesse, dato che sono formate da minuscole particelle d'acqua condensata, possono essere considerati come costituiti da idrometeore. Eventi atmosferici come lo scaccianeve possono essere definiti idrometeore, dato che consistono di acqua allo stato solido o liquido che viene trasportata dal vento.
La grandezza e lo stato dell'idrometeora ne determina il tipo. Il bilanciamento delle forze fisiche in gioco nell'atmosfera, come la forza di gravità, la resistenza fluidodinamica e gli effetti della convezione determinano se l'idrometeora rimarrà alla stessa altitudine, verrà sollevata (come nelle nubi cumuliformi) oppure precipiterà al suolo.

## Misurazione
Le idrometeore vengono generalmente identificate da osservatori al suolo o nelle vicinanze di una stazione meteorologica. Il disdrometro è uno strumento in grado di distinguere e categorizzare automaticamente fra diversi tipi di idrometeore a seconda delle loro dimensioni e velocità di caduta. Il pluviometro o nivometro sono impiegati per misurare la quantità di precipitazioni cadute ma non sono in grado di distinguere il tipo di idrometeora.